# Cytisus arboreus subsp. baeticus
Cytisus arboreus subsp. baeticus é uma subespécie de planta com flor pertencente à família Fabaceae. 
A autoridade científica da subespécie é (Webb) Maire, tendo sido publicada em Mém. Soc. Sci. Nat. Maroc 7: 171 (1924).
Os seus nomes comuns são giesta ou giesteira-do-sul.

## Portugal
Trata-se de uma subespécie presente no território português, nomeadamente em Portugal Continental.
Em termos de naturalidade é nativa da região atrás indicada.

## Protecção
Não se encontra protegida por legislação portuguesa ou da Comunidade Europeia.